# 命案 (電影)
《命案》（英語：Mad Fate）是2023年香港懸疑驚悚警匪片，由鄭保瑞導演，林家棟、楊樂文、吳廷燁主演，伍詠詩、陳湛文、黃文慧、古天農、黃呈欣、陳佩思主演。電影曾獲電影發展基金電影製作融資計劃同意參與融資接近710萬港元，但最後，電影發展基金的名字未有出現在電影和宣傳物料中。據知，《命案》與同是杜琪峯監製的ViuTV劇集《三命》是相關作品，而故事部份改編自1982年「雨夜屠夫」林過雲連環肢解案有關。本片入選第73屆柏林影展特別展映單元，及成為第47屆香港國際電影節開幕電影。
获得第42届香港电影金像奖最佳导演、最佳编剧和最佳剪接三个奖。

## 劇情
雨夜，命案發生，鳳姐被殘殺... 一心幫鳳姐化解「死刧」的命理大師看着屍體，悲痛莫名。送錯外賣的茶餐廳少東踏着鮮血，興奮莫名。二人巧合遇上！ 大師算出少東將會因殺人而犯牢獄之災，少東害怕再陷囹圄，求大師幫忙改命。曾目睹少東殺貓的老差骨堅信少東是天生心理變態，甩不掉嗜血本性，大師卻認為既是天生，錯不在少東，乃命運！ 大師使盡風水術數、中西玄學，但總是人算不如天算，鎩羽而歸... 黔驢技窮之際，老差骨步步進逼、兇手虎視眈眈、還有年輕鳳姐的致命誘惑，令少東殺念越加熾烈，執刀就要踏上殺戮之路！而大師也頻臨精神崩潰，命中注定的大刧將至！ 一切皆是命，半點不由人？

## 演員
| 演員           | 角色       | 介紹 |
| 林家棟         | 許陽燊     | 玄學師傅 父母皆是精神病患者 梁心言之前男友，因間接害死她而患有精神病及人格分裂 聲稱劉美美將有大劫，替她做法事催吉避凶 聲稱茶餐廳少東將有大劫，會再度入獄，後來在幫助茶餐廳少東期間，精神病復發和被鬼上身，開始虐待他及企圖利用他殺人 最後被送去精神病院 |
| 吳廷燁         | 老差骨     | 警長 針對茶餐廳少東，認為他死性不改，退休後仍時不時監察他 曾因茶餐廳少東殺貓而拘捕他，被他痛恨，險被他殺害 |
| 郭梓奧（童年） | 少東       | 好到底麵家茶餐廳少東兼外賣員 許陽燊之客戶 警長之死敵，後和好 有病態人格（並非精神病），後學習關心其他生命 喜歡刀具和血 童年時鎅傷姐姐臉部而令她毁容 曾因殺貓而被警長拘捕及入獄，出獄後一直被其針對而痛恨他，一度想報復殺害他                            |
| 楊樂文（成年） | 少東       | 好到底麵家茶餐廳少東兼外賣員 許陽燊之客戶 警長之死敵，後和好 有病態人格（並非精神病），後學習關心其他生命 喜歡刀具和血 童年時鎅傷姐姐臉部而令她毁容 曾因殺貓而被警長拘捕及入獄，出獄後一直被其針對而痛恨他，一度想報復殺害他                            |
| 伍詠詩         | 祖         | 妓女 在鰂魚涌福和大廈工作 曾中六合彩頭獎後因爛賭而被高利貸追數，希望再中六合彩頭獎去還清債務 被物理治療師企圖殺害，但用尖物插其頸反擊成功阻止，最後仍重傷昏迷                                                                                           |
| 陳湛文         | 物理治療師 | 患有精神病與病態人格 專在下雨天動殺機 殺害劉美美 企圖殺害祖，但被她反擊用尖物插頸，再被警長開槍擊斃 |
| 古天農         | 少東父親   | 好到底麵家茶餐廳東主 |
| 黃文慧         | 少東母親   | 追趕兒子少東期間導致中風昏迷 |
| 袁綺雯         | 少東家姐   | 童年時被弟弟少東鎅傷面而毁容 |
| 黃呈欣         | 劉美美     | 妓女 在鰂魚涌福和大廈工作 許陽燊之客戶 被物理治療師殺害 |
| 陳佩思         | 大肚探員   | 警察 警長之下屬 |
| 趙伊禕         | 梁心言     | 許陽燊之前女友 已去世 |
| 千雪           | 大師母親   | 精神病患 |

## 製作
2020年，本片開機拍攝，同年殺青。

## 發行
2022年4月28日，該片發佈首支預告。
2023年4月20日上映，當天開畫票房冠軍，共收港幣45萬。

## 奬項
| 年份 | 頒獎典禮                       | 獎項             | 入圍者                   | 結果 |
| ---- | ------------------------------ | ---------------- | ------------------------ | ---- |
| 2024 | 第30屆香港電影評論學會大獎     | 最佳電影         | 《命案》                 | 獲獎 |
| 2024 | 第30屆香港電影評論學會大獎     | 最佳導演         | 鄭保瑞                   | 提名 |
| 2024 | 第30屆香港電影評論學會大獎     | 最佳編劇         | 游乃海、李春暉           | 提名 |
| 2024 | 第30屆香港電影評論學會大獎     | 最佳男演員       | 林家棟                   | 提名 |
| 2024 | 第30屆香港電影評論學會大獎     | 最佳男演員       | 楊樂文                   | 提名 |
| 2024 | 2023年度香港電影編劇家協會大獎 | 年度推薦劇本獎   | 《命案》                 | 獲獎 |
| 2024 | 2023年度香港電影導演會年度大獎 | 最佳導演         | 鄭保瑞                   | 獲獎 |
| 2024 | 第42屆香港電影金像獎           | 最佳電影         | 《命案》                 | 提名 |
| 2024 | 第42屆香港電影金像獎           | 最佳導演         | 鄭保瑞                   | 獲獎 |
| 2024 | 第42屆香港電影金像獎           | 最佳編劇         | 游乃海、李春暉           | 獲獎 |
| 2024 | 第42屆香港電影金像獎           | 最佳攝影         | 鄭兆強、陶鴻武           | 提名 |
| 2024 | 第42屆香港電影金像獎           | 最佳剪接         | 梁展綸、David Richardson | 獲獎 |
| 2024 | 第42屆香港電影金像獎           | 最佳美術指導     | 余家安、梁詩韻           | 提名 |
| 2024 | 第42屆香港電影金像獎           | 最佳服裝造型設計 | 余家安、葉嘉茵           | 提名 |
| 2024 | 第42屆香港電影金像獎           | 最佳動作設計     | 黃偉亮                   | 提名 |
| 2024 | 第42屆香港電影金像獎           | 最佳音響效果     | 鄭名輝、楊智超           | 提名 |
| 2024 | 第42屆香港電影金像獎           | 最佳視覺效果     | 張展榮、周子豪、覃彥     | 提名 |

## 備註
1. ↑  截至2023年6月30日

## 外部連結
- 命案的Facebook專頁
- 香港影庫上《命案》的資料（繁體中文）
- 豆瓣电影上《命案》的資料 （简体中文）
- 时光网上《命案》的資料（简体中文）
- 互联网电影数据库（IMDb）上《命案》的资料（英文）